# رودامين

البنية المركزية للرودامين

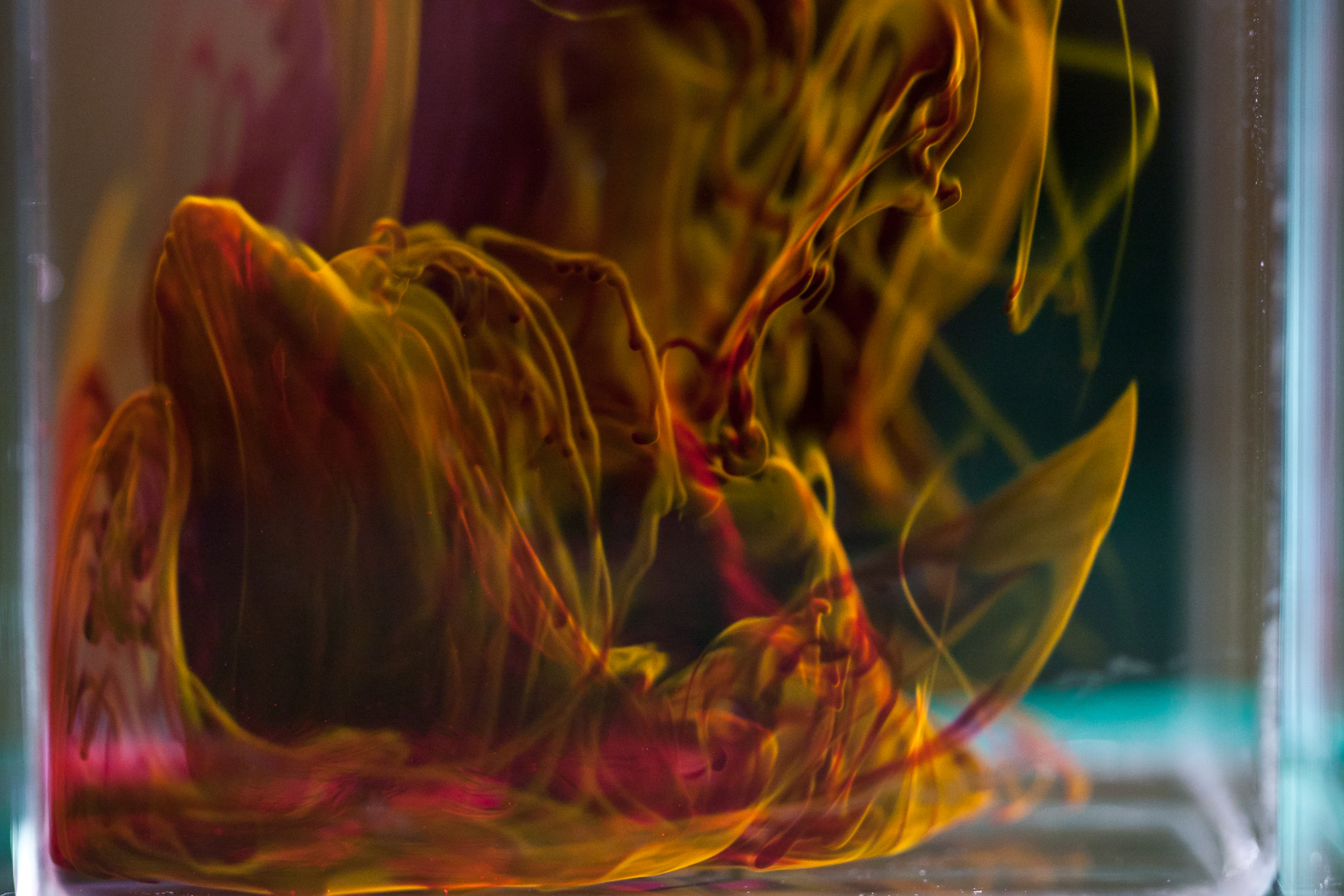
الرودامين في الماء.

الرودامين هي عائلة من الأصبغة المتقاربة في البنية الكيميائية، وهي بدورها صنف من أصبغة ثلاثي أريل الميثان، كما تصنف أيضاً ضمن مشتقات الزانثينات.
من أهم أعضاء هذه العائلة من الأصباغ كل من رودامين 6G ورودامين 123 ورودامين B، وهي جميعها أصباغ فلورية.

## الاستخدامات
تستخدم هذه الأصباغ في تحضير أصبغة الورق وفي الأحبار، ولكن يعوزها الثباتية الضوئية لكي تستخدم في صباغة النسيج. كما تستخدم أيضاً في صباغة الوسط السائل في ليزر الصبغة.